# Wolfgang Kiele
Wolfgang Kiele (* 4. Oktober 1937 in Berlin) ist ein deutscher Politiker (CDU). Er war von 1990 bis 1991 Mitglied im Landtag Sachsen-Anhalt.

## Ausbildung und Leben
Wolfgang Kiele besuchte 1951 bis 1955 die EOS in Halberstadt und machte nach dem Abitur 1955 bis 1956 ein Praktikum beim Hydrierwerk Rodleben. 1956 bis 1961 studierte er an der TH Leuna-Merseburg Chemie (Abschluss Dipl.-Chemiker) und arbeitete dort 1961 bis 1965 als Assistent. 1965 promovierte er zum Dr. der Chemie. Seit 1966 war er in Buna, nach der Wende bei der Buna AG, tätig, 1966 bis 1977 war er Abteilungsleiter in der Produktion, 1977 bis Januar 1991 Abschnitts- und Abteilungsleiter für Forschung und Entwicklung.
Wolfgang Kiele, der evangelischer Konfession ist, ist verheiratet und hat eine Tochter.

## Politik
Wolfgang Kiele ist seit 1978 Mitglied der CDU. Er gehörte dem Kreisvorstand der CDU Merseburg an und war zwei Wahlperioden lang Kreistagsabgeordneter. Er wurde bei der ersten Landtagswahl in Sachsen-Anhalt 1990 im Landtagswahlkreis Merseburg I (WK 41) direkt in den Landtag gewählt.
Die Mitglieder des Stasi-Untersuchungsausschusses des Landtages stellten anhand der Akten der Gauck-Behörde eine Stasi-Mitarbeit von Wolfgang Kiele fest. Am 12. September 1991 legte er daher sein Mandat nieder und Bernd Reisener rückte für ihn nach.